# HMS Euryalus (1901)
La HMS Euryalus era un incrociatore corazzato costruito per la Royal Navy britannica ed appartenente alla classe Cressy.

## Servizio

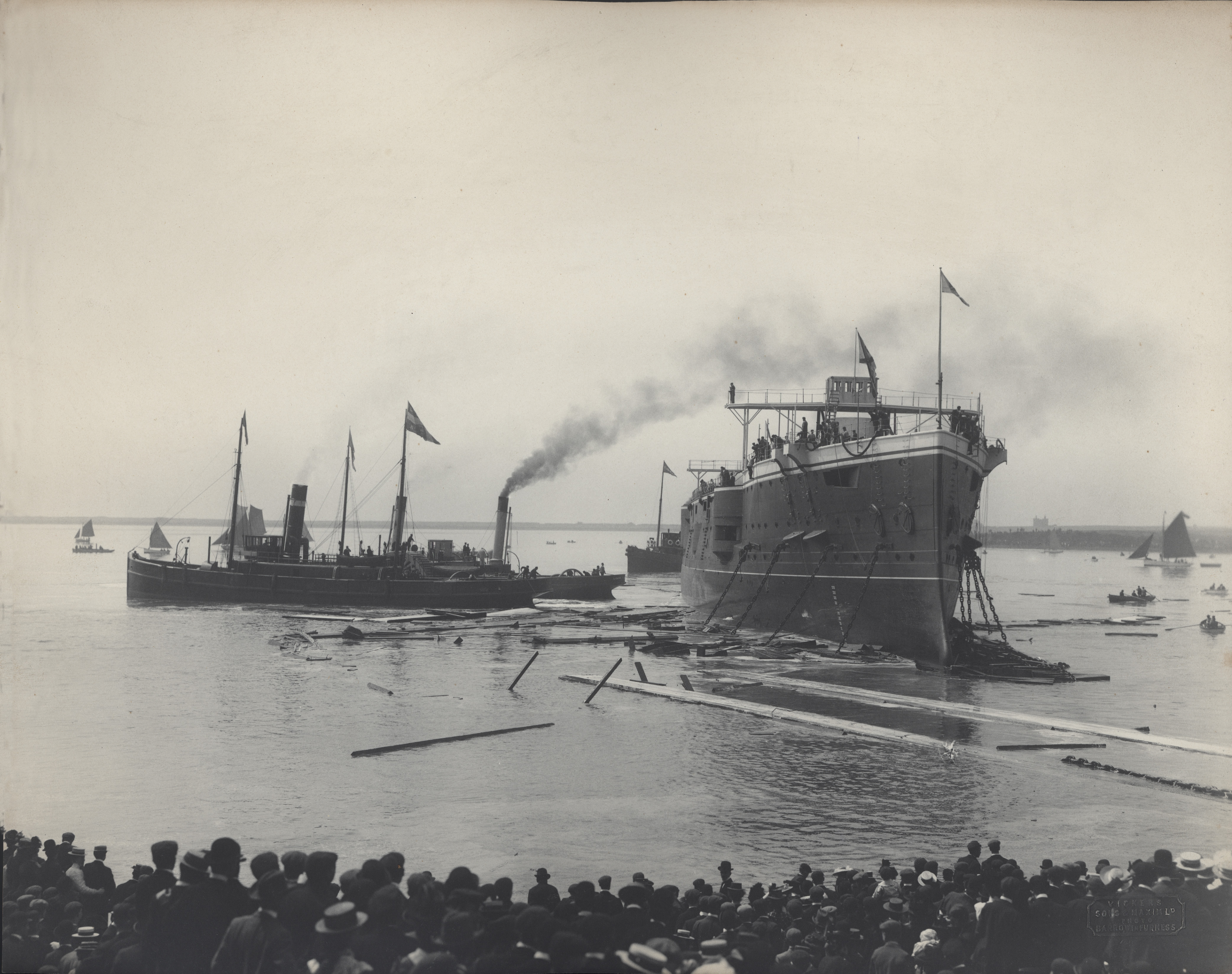
Il varo della nave nel 1901

Obsoleta come le altre navi della classe, allo scoppio della prima guerra mondiale venne assegnata a compiti secondari per la sua scarsa velocità e la insufficiente protezione. Inserita nel 7th Cruiser Squadron del Mare del Nord come parte della Cruiser Force C, detta live bait squadron (squadrone delle esche vive), insieme alle altre navi della classe, solo per caso sfuggì alla sorte delle altre tre navi gemelle Aboukir, Hogue e Cressy nell'azione del 22 settembre 1914; sebbene nave ammiraglia con a bordo il contrammiraglio Christian, per carenza di carbone rimase indietro nel cattivo tempo, a causa del quale il comandante non poté trasbordare rimanendo anche isolato da un guasto alla radio dal resto della pattuglia. Il comando passò al capitano Drummond della Aboukir e le navi andarono incontro all'U9 ed al disastro.
Il 28 agosto 1914 fece parte della forza di copertura durante la prima battaglia di Heligoland Bight. Nell'ottobre 1914 scortò un convoglio a Gibilterra. A febbraio 1915 destinato al canale di Suez.
La nave venne impiegata nell'aprile del 1915 durante la campagna dei Dardanelli, sbarcando truppe con lance a vapore. A dicembre 1915 ancora nel canale di Suez. Nel 1916 venne destinata alle Indie Orientali. Nel novembre 1917 venne disarmata ed inviata ad Hong Kong per una conversione a posamine, poi cancellata, e nel 1920 venduta per la demolizione.